# 立川志のぽん
立川 志のぽん（たてかわ しのぽん、1976年12月23日 - ）は、茨城県石岡市出身の落語家。本名∶広瀬 敦。出囃子は『証城寺の狸囃子』。

## 来歴
茨城県立土浦第一高等学校を経て、筑波大学芸術専門学群に入学。大学在学中は落語研究会に所属。「麗久舎 小砲棒」（れいきゅうしゃ こつつぼ）を名乗り、数多くのネタに挑戦する。また、学生時代に専攻していた美術分野において、大学院在籍時には『たけしの誰でもピカソ』の美術大学アートバトル大会に出場し高い評価を得る。
2002年3月に大学院を修了後、約2年半のサラリーマン生活を経て、2005年1月より立川志の輔に入門し、立川志の吉（現：立川晴の輔）、立川志の八、立川志の春、立川メンソーレに続く5番目の弟子となる。2013年4月、二つ目昇進。
2025年9月1日、真打昇進予定。

## 持ちネタ
学生時代
- たいこ腹
- 野ざらし
- お化け長屋

など
入門後
- つる
- 寿限無
- 金明竹
- 狸の札
- 道灌
- 牛ほめ

## 出演
- 新婚さんいらっしゃい！（ABCテレビ、2024年9月15日）[4]